# Khotang (huyện)
Khotang (tiếng Nepal:खोटाङ) là một huyện thuộc khu Sagarmatha, vùng Đông Nepal, Nepal. Huyện này có diện tích 1591 km², dân số thời điểm năm 2011 là 206312 người.

## Dân số
Biến động dân số giai đoạn 1952-2001:
| Năm    | 1971   | 1981   | 1991   | 2001   | 2011   |
| ------ | ------ | ------ | ------ | ------ | ------ |
| Dân số | 163297 | 212571 | 215965 | 231385 | 206312 |